# Seelbach (Baden-Württemberg)
Seelbach település Németországban, azon belül Baden-Württembergben, a Fekete-erdő középső részén. Lakosainak száma 4901 fő (2023. december 31.).

## Földrajz

### Földrajzi elhelyezkedés
Seelbach államilag elismert gyógylevegős üdülőhely a Fekete-erdő középső részén, a Schutter völgyében, Lahr-tól délkeletre és Schuttertaltól északra, a Hohengeroldseck vár lábánál fekszik.

### Szomszédos települések
A település északon Friesenheim, keleten Biberach, délen Schuttertal és Ettenheim városa, nyugaton pedig Kippenheim és Lahr városa határolja.

## Története

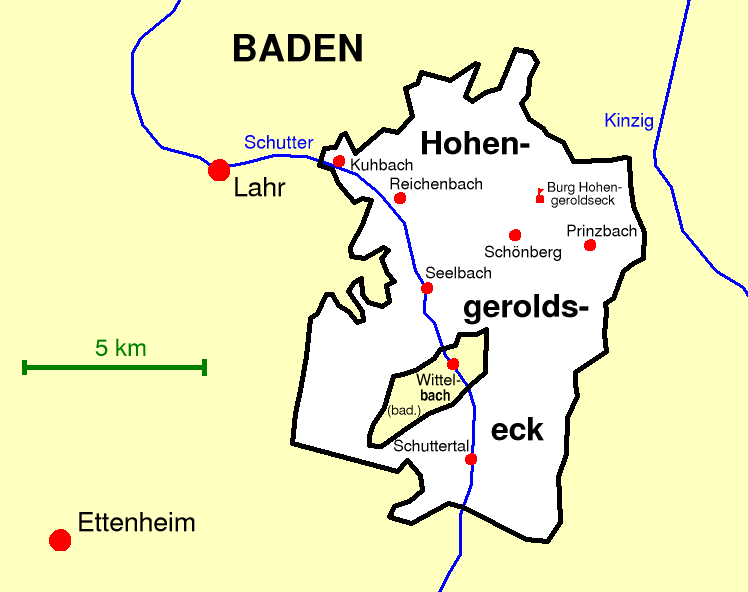
Hohengeroldseck grófság

### Seelbach
Seelbachot először 1179-ben említi III. Sándor pápa egy oklevél, amelyben számos birtokot, köztük az Ecclesia Sellebachot is megerősíti a Szent György kolostornak. Az első földesurak a lützelhardti urak voltak. Később a geroldsecki urak vették át a földbirtokot. A falu 1455 óta mezőváros. 1634-ben a Geroldseck család kihalt, és különböző más tulajdonosok révén Seelbach 1697-ben a Leyen grófok birtokába került. 1711-től 1806-ig Seelbach volt Hohengeroldseck grófság székhelye. Ezt követően a Rajnai Szövetségről szóló szerződés (n.: Rheinbundakte) következtében a város a von der Leyen-i Hercegséghez tartozott, amely azonban már 1819-ben beolvadt a Badeni Nagyhercegségbe. Itt is, mint a von der Leyensek alatt, Seelbach kezdetben hivatali székhely volt. 1834-ben a település elvesztette közigazgatási székhely státuszát, és beolvadt az Oberamt Lahrba, amely 1939-ben Lahr járássá változott. Amikor ezt 1973-ban feloszlatták, Seelbach az Ortenau járás része lett.

### Település egyesülések
Az idők folyamán számos kisebb települést csatoltak Seelbachhoz.
- 1859: Dautenstein, Litschental, Hasenberg, Steinbach
- 1971. július 1.: Schönberg
- 1975. január 1.: Wittelbach

### Település részek

#### Schönberg
A Hohengeroldseck vár romjai alatt, a hágóúton fekvő Schönberg falut először 1444-ben említik egy oklevélben. Abban az időben a Geroldsecki urak uralma alatt állt. Egészen addig, amíg birtokaikat 1486-ban el nem vesztették.
Közvetlenül a hágó teteje alatt található a Herberge zum Löwen, amelyről 1231 óta van dokumentum, és állítólag Németország legrégebbi fogadója.

#### Wittelbach
A név jelentése "Witilo patakja" (vagy "Witilin" vagy "Witolin"). A dokumentumokban is szereplő "Mittelbach" (középső patak) tájnyelvi elnevezés etimológiailag félrevezető.

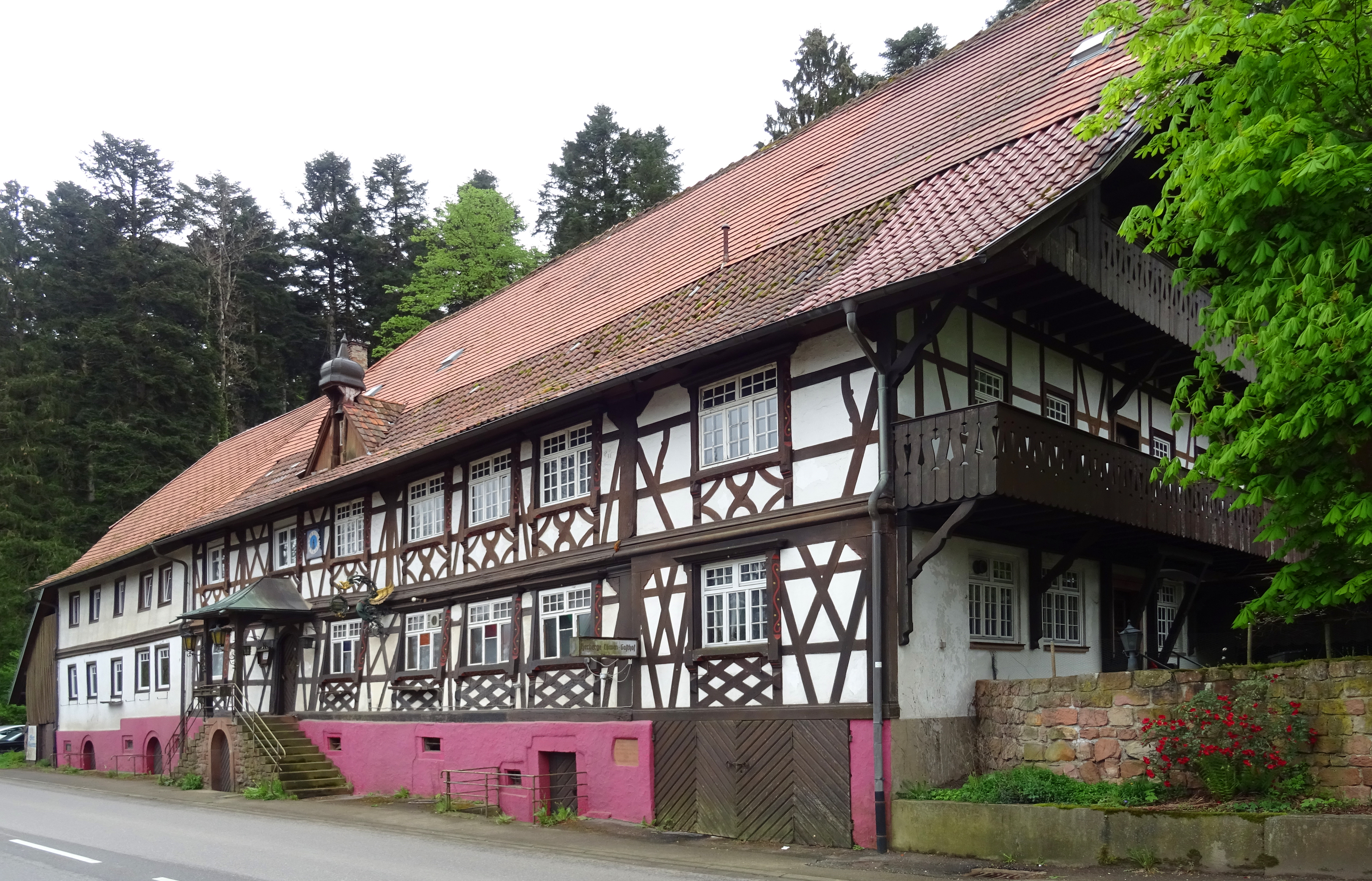
A Gasthaus zum Löwen fogadó épülete Schönbergben

Az alemannok főként a termékeny, erdőmentes és száraz előhegységi övezetben telepedtek le, és alig hatoltak be a Fekete-erdő völgyeibe. A frankok viszont már a 9. században megkezdték az első Schutter-völgy tervszerű fejlesztését. A felső Schutter-völgyben az Ettenheimmünsteri kolostor birtokai jöttek létre. Hatásköre a 12. században egészen a Wolfersbach – Kambach vonalig terjedt. A wittelbachi bánság nagy részét nemes urak, a Zähringerek hűbéresei birtokolták, mint például Konrad von Lützelhardt, akit 1108 és 1122 között említenek. Egy kis része a Szent Trudpert kolostor szétszórt birtokaihoz tartozott. A Szent Péter és Pál templom 1132-es építése és az 1250-es átépítés valószínűleg az Ettenheimmünsteri és a Szent Trudpert kolostoroknak köszönhető.
Wittelbach első megbízható okleveles említése egy 1144-es pápai bullában található, amelyben II. Luciusz pápa megerősíti Eberhard Szent Trudpert apátnak a Szent Trudpert kolostor jogait és birtokait, beleértve a wittilunbach-ot is. 1185-ben III. Luciusz pápa megújította ezt a megerősítést.
A 13. században Wittelbach a Dautenstein urakhoz tartozott. A 14. században a birtok az ettenheimmünsteri kolostorra szállt, amely az 1803-as Reichsdeputationshauptschluss miatti szekularizációig gyakorolta a földesúri jogokat. Ezután a Badeni Nagyhercegség része lett.

## Népesség
A település népessége az elmúlt években az alábbi módon változott:
| Lakosok száma | 3640 | 4055 | 4346 | 4644 | 4598 | 4928 | 5229 | 5154 | 4928 | 4901 |
|               | 1961 | 1967 | 1974 | 1980 | 1987 | 1993 | 2000 | 2006 | 2013 | 2023 |

## Vallás
Seelbachban van a Szent Nikolaus római katolikus plébánia a wittelbachi Szent Péter és Pál filiával, amely 2015. január 1. óta a lahri székhelyű "Kirche an der Schutter" (Egyház a Schutterben) lelkipásztori egységhez tartozik, valamint egy evangélikus plébánia. A Szent Miklós-templomban Johann Ferdinand Balthasar Stieffell orgonája található.

## Kultúra és látnivalók

### Építészeti emlékek
Seelbachot az "öt vár helyének" is nevezik, amelyek közül három nagyrészt megmaradt. Ezek a régió nevezetességének számító Hohengeroldseck várának romjai, a falu fölött található Lützelhardt várának romjai, valamint az egykori dautensteini várrom komplexuma. Alt-Geroldseck várának és Seelbach várának maradványai alig vagy egyáltalán nem maradtak fenn. További látnivalók a történelmi Glatzenmühle malom és a Litschental-völgyben található vízzel hajtott kalapácsmalom.
A falu központjában található a Klosterplatz, amely az egykori ferences kolostorról kapta a nevét, és kolostorkútja van. A 13. századi Szent Péter és Pál kórustornyos templom Wittelbach nevezetességének számít. A Schönbergben található a történelmi Herberge zum Löwen is.
Seelbachon kívül található a történelmi Tretenhof, amelyről már a 15. században említést tettek, és amelynek története igencsak hányatott.

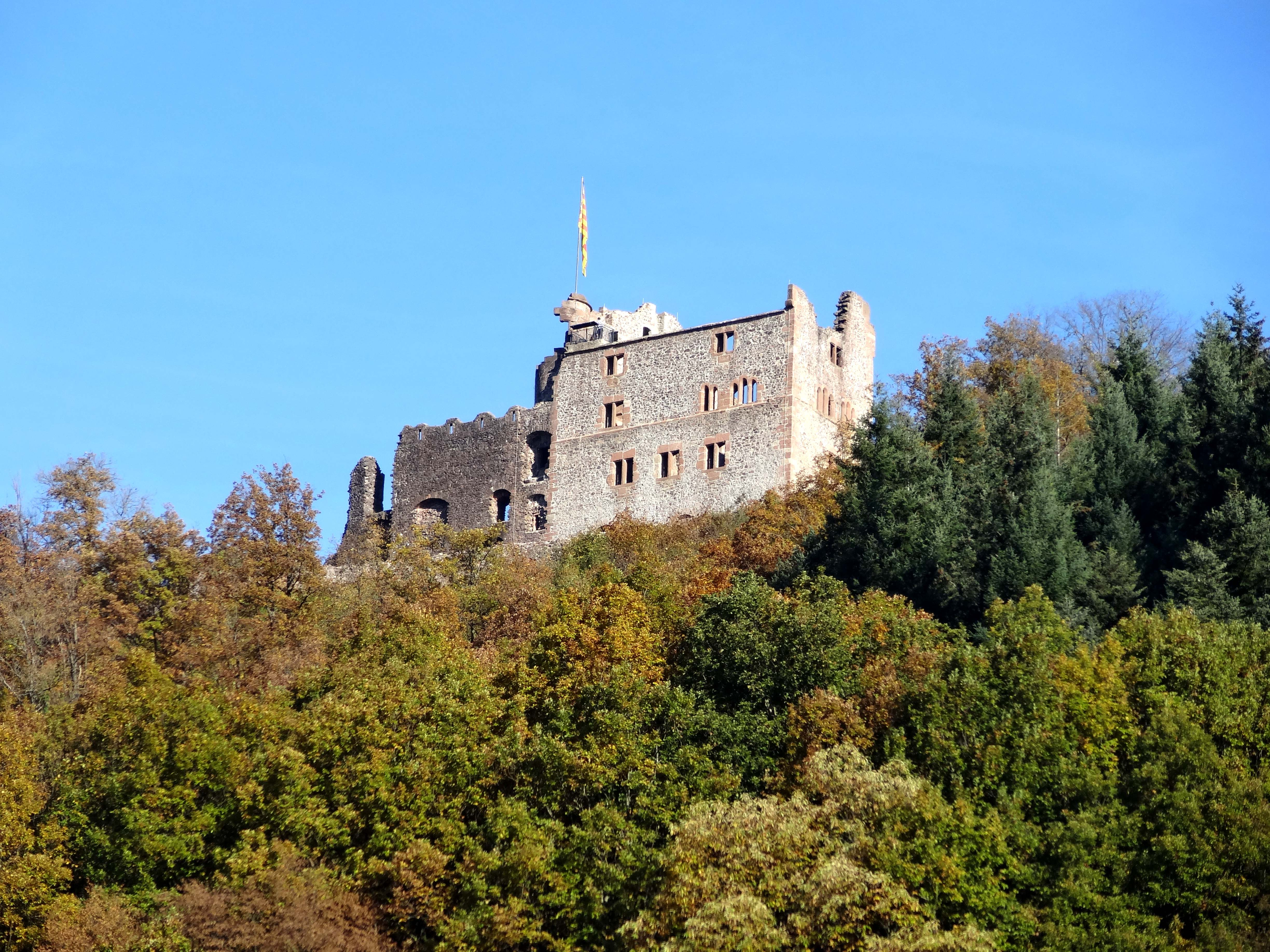
Hohengeroldseck várának látképe a faluból

### Rendszeres rendezvények
Az 1455-ben kapott vásárjog alapján a Katharinenmarkt minden év novemberében kerül megrendezésre. A történelmi látványossággal kezdődő piac a három piaci napon akár 20 000 látogatót is vonz Seelbachba. A "Kätterlismärkt" különleges hangulatát különösen a seelbachi klubok és szervezetek standjai adják.
A Freilichtspiele Seelbach (Seelbachi szabadtéri játékok) 2004 óta meghatározzák a szeptemberi kulturális eseményeket. Bruno Thost kastélyszínész és lánya, Katja Thost-Hauser vezetésével a Schuttertal egész területéről érkező amatőr színészek és egy maroknyi hivatásos színész olyan ismert darabokat visznek színpadra a kolostorkertben, mint A három testőr, Tell Vilmos vagy Faust. Az éves előadásokat akár 2000 néző is megtekintheti.
2007 óta minden nyáron megrendezésre kerül a 10 km-es Seelbach-Schwarzwald-Sonnwend futás.

## Fordítás
- Ez a szócikk részben vagy egészben  a   Seelbach (Schutter) című német Wikipédia-szócikk fordításán alapul.  Az eredeti cikk szerkesztőit annak laptörténete sorolja fel. Ez a jelzés csupán a megfogalmazás eredetét és a szerzői jogokat jelzi, nem szolgál a cikkben szereplő információk forrásmegjelöléseként.